# Geblokte glasvleugelwants
De geblokte glasvleugelwants (Rhopalus subrufus) is een wants uit de familie glasvleugelwantsen (Rhopalidae). De soort werd voor het eerst wetenschappelijk beschreven door Johann Friedrich Gmelin in 1790.

## Uiterlijk
De kleur het lichaam van de geblokte glasvleugelwants is roodachtig of roodbruin met een zwart-wit connexivum (aan de zijkant zichtbare deel achterlijf). Het scutellum (schildje) heeft een wit uiteinde. Net als bij de meeste andere wantsen uit de familie is hij behaard en is van het hemi-elytrum (de deels verharde voorvleugel) het corium (het middelste deel van de voorvleugel) transparant. De lengte is 7 – 7,7 mm.

## Verschillen tussen de op elkaar lijkende soorten uit het genusRhopalus
- Geblokte glasvleugelwants (Rhopalus subrufus): Heeft een connexivum, dat verdeeld is in zwarte en witte blokken. Een wit uiteinde van het scutellum.
- Bruinrode glasvleugelwants (Rhopalus parumpunctatus): Ook het connexivum is roodbruin (of soms geelbruin of zelfs groenachtig). Soms met zwarte vlekken, maar die kunnen ook ontbreken.
- Gestippelde glasvleugelwants (Rhopalus maculatus): Het connexivum heeft een ronde stip op elk segment.

## Verspreiding en habitat
De geblokte glasvleugelwants komt wereldwijd in zowel tropische gebieden als subtropische gebieden voor. In Europa komt hij overal voor behalve in het noorden van Groot-Brittannië en het noorden van Scandinavië. Hij leeft in veel soorten gebieden. Van droog tot half vochtig, begroeid met struiken en kruidachtige planten. Hij is dan vaak te vinden in de lage vegetatie.

## Leefwijze
De geblokte glasvleugelwants leeft fytofaag op een groot aantal verschillende soorten voedselplanten en zuigt vooral op de vruchten, zaden. Hij heeft een voorkeur voor planten uit de ooievaarsbekfamilie (Geraniaceae) en lipbloemenfamilie (Lamiaceae). De volwassen wants overwintert. Paringen zijn er dan in mei en juni, waarna de nieuwe volwassen generatie verschijnt van juli tot en met september. Er is één generatie per jaar.